# Riserva naturale Macchia Foresta del Fiume Irminio
La riserva naturale Macchia Foresta del Fiume Irminio è un'area naturale protetta della Regione Sicilia situata nel territorio dei comuni di Ragusa e Scicli, nel libero consorzio comunale di Ragusa.

## La riserva

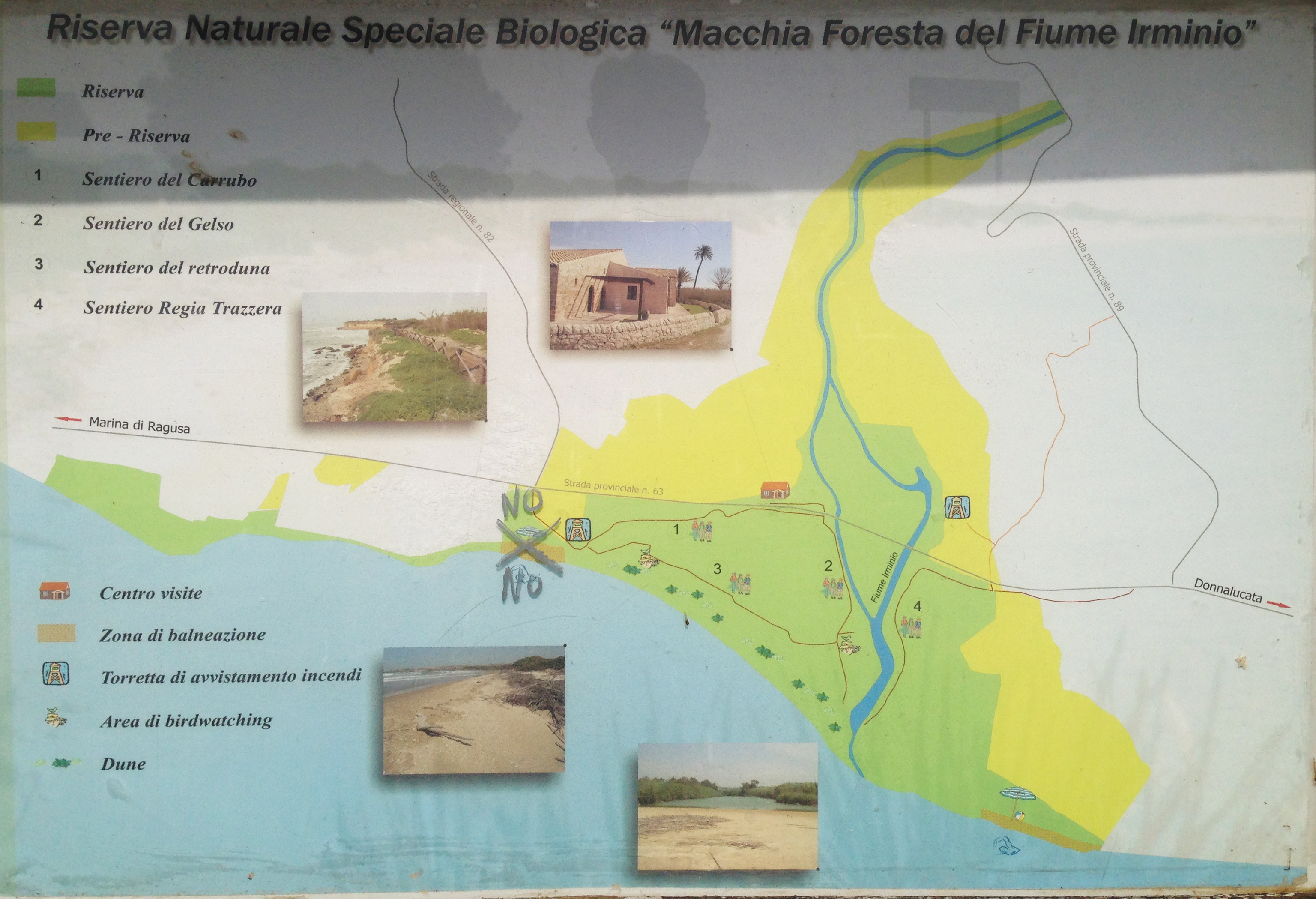
Mappa della Riserva, 2017

Istituita nel 1985 dall'Assessorato regionale territorio e ambiente, insiste intorno alla foce del fiume Irminio, nei comuni di Ragusa e Scicli. Il territorio è costituito da una zona costiera che si affaccia sul Mar Mediterraneo, con coste sabbiose ma anche con falesie strapiombanti in mare. Le dune mobili spostate dai venti danno al territorio un aspetto variabile nel tempo.

## Flora
La flora è costituita prevalentemente da macchia mediterranea e presenta un campionario piuttosto vasto di vegetazione nella quale si distinguono le seguenti specie: lentisco, calcatreppola, giglio di mare, salsola, ravastrello, efedra, ginepro e molte altre. Lungo le rive del fiume, avente andamento torrentizio, si possono trovare piante di alto fusto costituenti la foresta di cui al nome della riserva. Le piante più presenti sono il pioppo ed il salice oltre che a qualche eucaliptus. Le piccole falesie digradanti verso il mare sono popolate da agave, palma nana e timo.

## Fauna

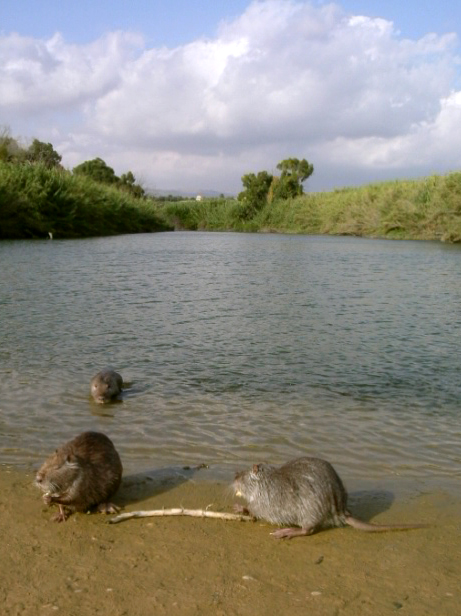
Nutrie sulla riva del fiume, 2003

La fauna è costituita, per la maggior parte, da uccelli migratori che usano la riserva come area di sosta durante la migrazione dall'Africa al Nord Europa e viceversa. Fra le specie più numerose si ricordano: cavaliere d'Italia, martin pescatore, folaga, garzetta, poiana, cormorano, falco ed altri ancora. Nelle zone acquatiche si trovano rana e rospo mentre nelle zone sabbiose è presente il ramarro ed il biacco. In tutti i terreni che vanno verso l'interno si possono poi trovare qualche esemplare di volpe e coniglio selvatico. Merita infine una menzione la presenza della nutria, specie introdotta .